# أحوديمه
أحوديمه كان المطران الأعظم للشرق في الكنيسة السريانية الأرثوذكسية من عام 559 حتى إعدامه في عام 575 م. كان يُعرف باسم رسول العرب، ويُحتفل به كقديس من الكنيسة السريانية الأرثوذكسية. 

## السيرة

### الحياة المُبكرة
وُلِد أحوديمة في مكان اسمه بَلَد، شمال غرب الموصل والتي كانت آنذاك جزءًا من الإمبراطورية الساسانية، لعائلة ديوفيزية، لكنه أصبح ميافيزيًا غير خلقيدونيًا عند بلوغه سن الرشد وأصبح راهبًا فيما بعد.  وقد زُعم سابقًا أنه كان أسقف نينوى الذي يحمل نفس الاسم والذي حضر مجمع البطريرك الديوفيزي يوسف السلوقي القطسيفوني في عام 554، ولكن تم دحض هذا منذ ذلك الحين.  في مرحلة ما، وفقًا للتاريخ الكنسي ليوحنا الأفسسي، انخرط أحوديمه وعدد من الأساقفة والكهنة في نزاع مع يوسف، وفي النهاية تم ترتيب نزاع رسمي من الشاهنشاه خسرو الأول، الذي كان سيعمل كمُحكَّم. ربما يكون النزاع ناتجًا عن اختلافات لاهوتية أو شخصية. قاد أحوديمه فصيله في المناظرة وجادل لصالح الميافيزيقية، والتي اعتبرها خسرو المنتصر ومنحه حرية العبادة والإذن ببناء الكنائس.

### مفريان الشرق الأعظم
في عام 559 ( AG 870)، عُين أسقفًا لبيت أرباي ومفريانًا كبيرًا للشرق من زميله الميافيزي، يعقوب البرادعي، أسقف الرها.  يُشهد أن الكاثوليكوس كريستوفر الأول الأرمني قد رسم أحوديمه أسقفًا لبيت عربيا من ابن العبري في تاريخه الكنسي، ومع ذلك، فقد تم تجاهل هذا منذ ذلك الحين بسبب حجة فرانسوا ناو. ويقترح أنه ربما يكون قد أسس نفسه بالفعل في تكريت بحلول هذا الوقت. أدى تعيين أحوديمه مطرانًا أعظم للشرق إلى ترسيخ الانقسام داخل كنيسة الشرق وتأسيس منظمة كنسية ميافيزيقية منفصلة، عُرفت فيما بعد باسم الكنيسة السريانية الأرثوذكسية الشرقية، في معارضة للديوفيزيين، الذين ظلوا الأغلبية بين المسيحيين في الإمبراطورية الساسانية. 
ثم شرع في التبشير بالمسيحية الميافيزيقية في منطقة بيت عربيا، التي امتدت من تكريت في الجنوب إلى نصيبين في الشمال، ويحدها من الغرب الخابور ودجلة في الشرق، وكان يسكنها قبائل عربية، من التنوخ، وبني عقيل، وطيء. سافر أحوديمه بين العرب، وخلال هذه الفترة يُنسب إليه عدد من المعجزات، بما في ذلك طرد الأرواح الشريرة من ابنة الشيخ، وطرد الشياطين من أماكن العبادة، وتطهير المصابين بالجذام، وعلاج المرضى. وفي معسكرات العرب الرحل، كان أحوديمه يبشر بالمسيحية، ويجري المعموديات، ويكرس كاهنًا وشماسًا لكل مجتمع، ويؤسس الكنائس التي سميت على اسم زعماء العشائر، وبالتالي يشجع مشاركتهم وقيادتهم. وكان محبوبًا بشدة عند العرب
كما بنى أحوديمه دير القديس سرجيوس في عين قنا، حيث أودع فيه بعض الآثار، وديرًا آخر في جعطاني، بالقرب من قرنطة، وهي قرية مقابل تكريت.  تم بناء دير القديس سرجيوس على غرار كنيسة القديس سرجيوس في الرصافة في سوريا الرومانية بهدف جذب الحجاج العرب بعيدًا عن الأخيرة وتقديم الدعم للمسافرين والفقراء. وقد تُعرِّف عليها باعتبارها أطلال قصر سريج، بالقرب من منطقة بلد، على يد جان موريس فيي في عام 1956، ووضع ديفيد أوتس تاريخ بنائها في عام 565 م. ويذكر إغناطيوس يعقوب الثالث أيضًا أن عام 570 م هو عام بناء الدير. أشعل الديوفيزيون النار في دير القديس سرجيوس، لكن خسرو أعاد بناءه وترميمه.

### الحياة المتأخرة
واصل عمله التبشيري بين الموغيين في تكريت وقام بتحويل أحد أبناء خسرو، الذي تبنى اسم جورج عند معموديته على يد أحوديمه.  وبسبب هذا، سُجن أحوديمه وأُعدم في النهاية بأمر من خسرو في 2 أغسطس 575 م (الموافق للتقويم السلوقي: 886 م). تم انتشال جثته ونقلها إلى الدير القريب من قرنطة على يد أحد رهبانها، كما تم نقل بعض رفاته لاحقًا إلى كنيسة مخصصة له في تكريت.  تم تخليد ذكراه في سيرة ذاتية كتبها مؤلف غير معروف.

## الأعمال
تم التعرف على أحوديمة باعتباره مؤلفًا يحمل نفس الاسم للعديد من الأعمال الفلسفية، بما في ذلك أطروحات حول تعريفات المنطق والقدر والقضاء والقدر، والروح، والإنسان كعالم مصغر، وتكوين جسد الإنسان وروحه.  ويُنسب إليه أيضًا نص نحوي سرياني، كان يعتمد على القواعد النحوية اليونانية، وقد شهد به الراهب يوحنا بن زوبي في نهاية القرن الثاني عشر وبداية القرن الثالث عشر. ومع ذلك، يجادل الباحث البريطاني سيباستيان بروك ضد هذا التعريف ويقترح أن يكون مؤلفو الأعمال الفلسفية والنحوية أفرادًا منفصلين يحملون نفس الاسم فقط.

## فهرس
- Barsoum، Aphrem (2003). The Scattered Pearls: A History of Syriac Literature and Sciences. ترجمة: Matti Moosa (ط. 2nd). Gorgias Press. اطلع عليه بتاريخ 2020-07-14.
- Brock، Sebastian P. (2011a). "Aḥudemmeh". في Sebastian P. Brock؛ Aaron M. Butts؛ George A. Kiraz؛ Lucas Van Rompay (المحررون). Gorgias Encyclopedic Dictionary of the Syriac Heritage: Electronic Edition. Beth Mardutho. ص. 13. مؤرشف من الأصل في 2025-01-25. اطلع عليه بتاريخ 2021-02-18.
- Brock، Sebastian P. (2011b). "Aḥudemmeh of Balad". في Sebastian P. Brock؛ Aaron M. Butts؛ George A. Kiraz؛ Lucas Van Rompay (المحررون). Gorgias Encyclopedic Dictionary of the Syriac Heritage: Electronic Edition. Beth Mardutho. ص. 13. مؤرشف من الأصل في 2025-01-25. اطلع عليه بتاريخ 2021-02-18.
- Duval، Rubens (2013). Syriac Literature. ترجمة: Olivier Holmey. Gorgias Press.
- Fiey, Jean Maurice (2004). Lawrence Conrad (ed.). Saints Syriaques (بالفرنسية). The Darwin Press.
- Fowden، Elizabeth Key (1999). The Barbarian Plain: Saint Sergius Between Rome and Iran. University of California Press.
- Ignatius Jacob III (2008). History of the Monastery of Saint Matthew in Mosul. ترجمة: Matti Moosa. Gorgias Press.
- Mazzola، Marianna، المحرر (2018). Bar 'Ebroyo's Ecclesiastical History : writing Church History in the 13th century Middle East. PSL Research University. مؤرشف من الأصل في 2022-05-20. اطلع عليه بتاريخ 2020-05-31.
- Nicholson، Oliver، المحرر (2018). The Oxford Dictionary of Late Antiquity. Oxford University Press.
- Oates، David (2005). Studies in the Ancient History of Northern Iraq (PDF) (ط. Second). Oxford University Press. مؤرشف من الأصل (PDF) في 2022-09-23. اطلع عليه بتاريخ 2022-07-04.

| سبقه إنشاء المنصب | مفريان الشرق السرياني الأرثوذكسي الكبير 559–575 م | تبعه قاميشوع |